# Jaczków
Jaczków (do 1945 r. Hartmannsdorf) – wieś w Polsce, położona w województwie dolnośląskim, w powiecie wałbrzyskim, w gminie Czarny Bór.

## Podział administracyjny
W latach 1975–1998 miejscowość administracyjnie należała do województwa wałbrzyskiego, obecnie do woj. dolnośląskiego.

## Położenie
Wieś leży nad rzeką Lesk, w malowniczej kotlinie położonej pomiędzy Masywem Trójgarbu i Krąglaka na północy a Górami Kamiennymi na południu.

## Zabytki
Do wojewódzkiego rejestru zabytków wpisane są:
- kościół filialny św. Michała Archanioła, obecnie Matki Bożej Częstochowskiej, pierwszy raz był wzmiankowany w 1399 roku. Obecny jest wzniesiony jako późnogotycko-renesansowy w 1586 r. Był przebudowywany w XVII i drugiej połowie XIX wieku (wieża), oraz remontowany w latach: 1957, 1969 i 1971-1972. Jest to skromna budowla jednonawowa, z prostokątnym prezbiterium i absydą. W prezbiterium zastosowano sklepienie krzyżowe. Dachy dwuspadowe, pokryte blachą. Okna półkoliście zamknięte, rozglifione. Na osi kościoła wznosi się kwadratowa wieża z 8-boczna nadstawką, zwieńczoną wysokim hełmem ostrosłupowym. Na wieży zachował się dzwon z 1592 r. Wewnątrz cenne i zróżnicowane wyposażenie, m.in. renesansowa drewniana polichromia, ołtarz z retabulum z 1612 r. i figura z około połowy XVII w. Renesansowa chrzcielnica z 1601 r. z reliefem Chrystus wśród dzieci. Gotycka drewniana polichromia figury z XV w. Obraz olejny z 1761 r., paramenty i naczynia liturgiczne z XVII–XIX w. Na murze renesansowe kamienie epitafium von Reichenbachów z końca XVI w. oraz zespół siedmiu płyt nagrobnych członków tego rodu z lat 1558-1616[5].
- zespół pałacowy, z pierwszej połowy XVI-XIX w.:
  - pałac
  - park z aleją

## Demografia
Wieś liczy obecnie (III 2011 r.) 463 mieszkańców, z czego ⅔ jest w wieku produkcyjnym (158 mężczyzn i 151 kobiet). Pomimo tego, że wieś, jak i cała gmina ma charakter rolniczy, z rolnictwa utrzymuje się około 20% mieszkańców. Większość mieszkańców utrzymuje się z pracy w przemyśle i usługach w pobliskiej Kamiennej Górze i Wałbrzychu, gdzie znajdują się Specjalne Strefy Ekonomiczne. Poziom bezrobocia, pomimo spadku, utrzymuje się na dość wysokim poziomie około 25-30%.

## Gospodarka
Na terenie miejscowości działają dwa niewielkie sklepy, tartak, trzy warsztaty samochodowe, kilka firm transportowych, zakład wyrobów stalowych, dystrybutor gazów technicznych, tłumacz, gospodarstwo rolnicze oraz kawiarnia.

## Komunikacja
Wieś leży na ważnym szlaku kolejowym, łączącym Jelenią Górę z Wałbrzychem i Wrocławiem. 

## Rozrywka, kultura
W Jaczkowie działa klub sportowy LZS Joker Jaczków oraz świetlica wiejska.

## Urodzeni w Jaczkowie
- Kazimierz Lipień – polski zapaśnik
- Józef Lipień – polski zapaśnik